# Vertebral Heart Score
Der Vertebral Heart Score (englisch für ‚Wirbel-Herz-Wert‘, Abkürzung VHS) – auch Vertebral Heart Size (engl. für ‚Wirbel-Herz-Größe‘), Vertebral Heart Scale (engl. für ‚Wirbel-Herz-Maßstab‘) oder Herzwirbelsumme – ist eine anhand einer Röntgenaufnahme des Brustkorbs bei Tieren gewonnene Messgröße, die eine Beurteilung der Herzgröße unabhängig von der Größe des Patienten erlaubt, ähnlich dem Herz-Thorax-Quotienten in der Humanmedizin. Der VHS wird vor allem bei Haushunden bestimmt und dient der Erkennung einer Herzvergrößerung, insbesondere bei mit einer Herzerweiterung einhergehenden Herzerkrankungen (Dilatative Kardiomyopathien). Bei der Methode werden Längs- und Querachse des Herzens auf die Brustwirbelsäule ab dem vierten Brustwirbel übertragen und die Anzahl der Wirbel bestimmt, welche diese Strecken einnehmen. Der VHS wurde 1995 von Buchanan und Bucheler etabliert. Ein VHS < 10,5 spricht für eine normale Herzgröße beim Hund, für einige Rassen können noch höhere Werte als gesund angesehen werden.

## Bestimmung und Normwerte

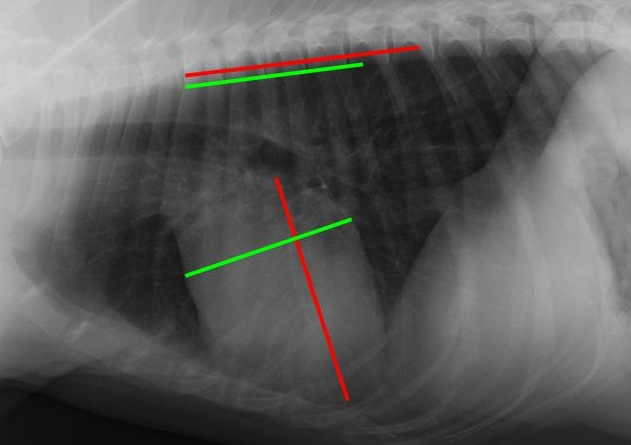
Bestimmung des Vertebral Heart Score beim Hund: Die Längsachse (rot) entspricht 5,7, die Querachse (grün) 4,3 Brustwirbellängen, der VHS ist also 10 und liegt damit im Normalbereich.

Der VHS wird zumeist anhand einer Röntgenaufnahme des Brustkorbs in Seitenlage bestimmt. Auf dem Röntgenbild werden die Strecke von der Aufzweigung der Luftröhre zur Herzspitze sowie eine rechtwinklig dazu verlaufende Strecke an der breitesten Stelle des Herzens ermittelt. Für Hunde mit einer starken Vergrößerung des linken Vorhofs schlägt Buchanan vor, das obere Ende der Längsachse am angehobenen linken Bronchus anzusetzen. Bei älteren Katzen, bei denen die lange Herzachse oft fast parallel zum Brustbein verläuft, wird statt der Luftröhrenaufzweigung die Basis der Vene des vorderen Lungenlappens als Messpunkt empfohlen. Die Vermessung der Herzachsen kann auch auf einer Röntgenaufnahme in Rückenlage erfolgen. Allerdings ist beim Hund bei dieser Projektion der linke Vorhof nicht an der Bildung der Herzsilhouette beteiligt.
Die beiden Strecken werden auf die Brustwirbelsäule, beginnend jeweils am Vorderende des vierten Brustwirbelkörpers, übertragen. Anschließend wird die Anzahl der Wirbel bestimmt, die diese Strecken einnehmen. Wenn das Ende der Strecke keinen ganzen Wirbel mehr umfasst, wird dieser Teilwirbel auf ein Zehntel genau ermittelt: Reicht also beispielsweise die Länge der Längsachse vom Anfang des vierten bis zur Mitte des neunten Brustwirbels, so beträgt der Wert für diese Strecke 5,5. Die Länge eines Wirbelkörpers zusammen mit der zugehörigen Bandscheibe dient dabei als ein die Größe des Individuums reflektierendes, relatives Längenmaß. Da die Wirbelkörperlängen innerhalb der Wirbelsäule variieren, ist es von Bedeutung, stets mit einem definierten Wirbel zu beginnen. Der in der Humanmedizin zur Größenbeurteilung des Herzens herangezogene Herz-Thorax-Quotient ist bei Hunden wegen der großen Rasseunterschiede in der Brustkorbform nicht geeignet.

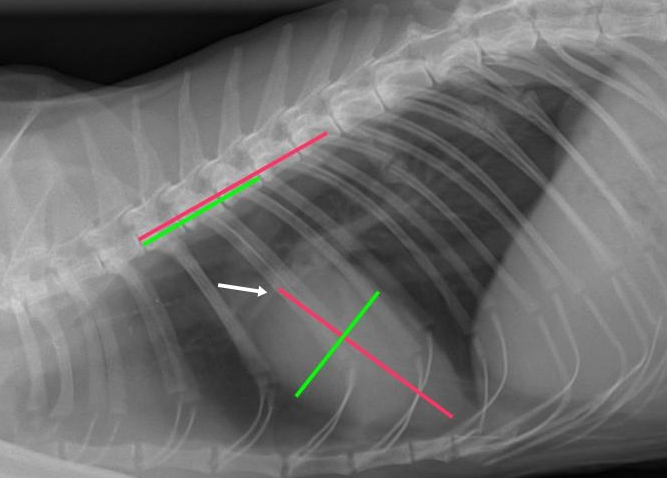
Bestimmung des Vertebral Heart Score bei der Katze. Als oberes Ende der Längsachse wird die vordere Lungenvene (weißer Pfeil) verwendet. Längsachse (rot) = 4,8, Querachse (grün) = 3 Wirbel. Der VHS ist somit 7,8 und demnach im Normalbereich.

Der Vertebral Heart Score ist die Summe der Wirbel, die Längs- und Querachse einnehmen. Ein VHS bis 10,5 (Hund) bzw. 8,1 (Katze) gilt als normal, höhere Werte sprechen für eine Herzvergrößerung (Kardiomegalie). Für das Erkennen einer Herzverkleinerung (Mikrokardie) wird der VHS nicht herangezogen. Dafür wird die Anzahl der Zwischenrippenräume bestimmt, über die die Herzsilhouette reicht. Eine Herzverkleinerung ist in der Regel nicht durch eine Herzerkrankung, sondern durch einen Blutvolumenmangel bedingt. Das Herz nimmt dabei weniger als zwei Zwischenrippenräume ein.
Es gibt einige Hunderassen, für die noch größere VHS typisch sind. So gilt für den Deutschen Boxer ein Normalbereich von 10,8 bis 12,4, für Französische und Englische Bulldoggen von 11 bis 14,4 und für den Boston Terrier von 10,3 bis 13,1. Für weitere Rassen (Zwergspitz, Cavalier King Charles Spaniel, Mops, Whippet und Labrador Retriever) können noch Werte bis 11,5 als physiologisch angesehen werden.
Die Beziehung zwischen Herz- und Brustwirbelgröße wurde mittlerweile auch bei anderen Tierarten untersucht. Onuma et al. ermittelten bei Hauskaninchen mit weniger als 1,6 kg Körpermasse einen mittleren VHS von 7,55, bei schwereren Tieren von 8. Die gleiche Arbeitsgruppe stellte beim Frettchen die Herzachsen in Bezug auf die Länge des sechsten Brustwirbelkörpers (Th6) dar. Bei Weibchen betrug die Herzlängsachse das 3- bis 3,3-Fache, die Querachse das 2,2- bis 2,4-Fache der Th6-Länge, für männliche Tiere das 3,2- bis 3,7-Fache beziehungsweise das 2,3- bis 2,7-Fache. Für Alpaka-Lämmer wurde ein mittlerer VHS von 9,36 ermittelt, für den Katta von 8,9.
Beim Menschen wird zur Größenbeurteilung des Herzens der Herz-Thorax-Quotient (cardiothoracic ratio, CT-Quotient) ermittelt. Dabei werden anhand einer Aufnahme im Stehen von vorn die Strecken von der Mittellinie zum äußersten rechten und linken Herzrand bestimmt und die Summe beider Strecken zum Querdurchmesser des Brustkorbs in Höhe der rechten Zwerchfellskuppel in Beziehung gesetzt. Das Verhältnis sollte 1:2 nicht überschreiten.

## Einflussfaktoren und Fehlerquellen
Die Festlegung der Streckenendpunkte und damit die Ermittlung der Länge der Herzachsen und des VHS sind subjektiven Einschätzungen unterlegen. In einer Studie schwankte der VHS je nach Untersucher um bis zu eine Wirbellänge. Werden die Messungen jedoch durch erfahrene Tierärzte vorgenommen, beträgt der Variationskoeffizient nur 2,8 % und die erhobenen Werte korrelieren gut mit den Befunden anderer Untersuchungsmethoden des Herzens (Herzultraschalluntersuchung, EKG). Das Alter hat bei Hunden keinen Einfluss auf den VHS, während gesunde junge Katzen einen leicht höheren VHS aufweisen und erst im Alter von neun Monaten die für erwachsene Katzen typischen Werte auftreten. Geschlecht und Brustkorbform beeinflussen den VHS nicht. Die Aufnahme sollte immer in maximaler Einatmung gemacht werden, da in der Phase der Ausatmung die Herzgröße zwischen Systole und Diastole stärker schwankt.
Vor allem Flüssigkeitsansammlungen oder Fetteinlagerungen im Herzbeutel können zu einer Überschätzung der Herzgröße führen, da die röntgenologisch erfassbare Herzsilhouette eigentlich den normalerweise dem Herzen eng anliegenden Herzbeutel repräsentiert. Flüssigkeitsansammlungen im Herzbeutel führen zu einem VHS größer als 12. Bei den vor allem bei Boston Terrier, Bulldoggen und Mops vorkommenden Halb- und Keilwirbeln im Bereich der Brustwirbelsäule ist die Wirbelkörperlänge vermindert, was zumindest teilweise für die höheren VHS-Werte bei diesen Rassen verantwortlich ist. Miteinander verwachsene Wirbel (Blockwirbel) verfälschen den VHS ebenfalls. Ob der VHS auch seitenabhängig ist, wird in der Literatur unterschiedlich bewertet. In einigen Studien war der VHS bei Aufnahmen in rechter Seitenlage etwas größer als bei solchen in linker Seitenlage, vermutlich weil der Abstand des Herzens zum Röntgenfilm etwas größer ist, was zu einer leicht vergrößerten Abbildung führt. Bei Verlaufsuntersuchungen sollte daher immer die gleiche Seite gewählt werden.

## Aussagekraft

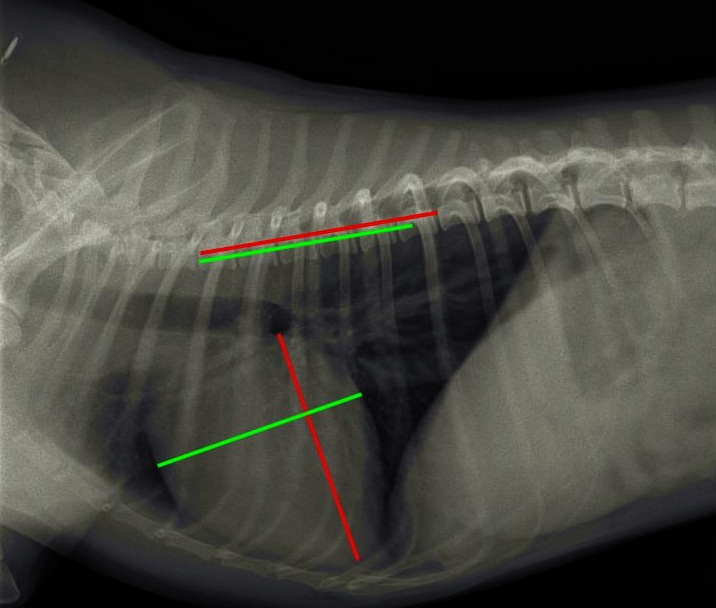
Herzvergrößerung bei einem Hund mit Dilatativer Kardiomyopathie: Die Herzlängsachse misst 6, die Querachse 5,4 Brustwirbelkörper. Der VHS ist demnach 11,4 und damit größer als der Grenzwert von 10,5.

Insbesondere beim Hund ist die Variabilität der Herzgröße relativ hoch. Die Spezifität (Richtig-negativ-Rate) des Verfahrens wird beim Hund mit 76 %, die Sensitivität (Richtig-positiv-Rate) mit 80 % angegeben. Bei Katzen ist die Spezifität des VHS akzeptabel, seine Sensitivität für das Erkennen von Herzerkrankungen aber nur gering. Das hängt vor allem damit zusammen, dass bei Katzen vorwiegend Erkrankungen mit Verdickung der Herzwand (Hypertrophe Kardiomyopathien) auftreten. Die durch die konzentrische Verdickung der Herzkammerwand entstehende Einengung des Innenraums der Herzkammern muss sich jedoch nicht in einer Vergrößerung der äußeren Silhouette niederschlagen.
Mit der Schwere einer Herzerkrankung nimmt die Zuverlässigkeit des VHS sowohl beim Hund als auch bei der Katze zu. Vorteile der röntgenologischen Herzuntersuchung sind, dass ein Röntgengerät in vielen Tierarztpraxen verfügbar ist und auf dem Röntgenbild auch Formveränderungen der Herzsilhouette infolge von Vergrößerungen einzelner Herzabschnitte sowie herzbedingte Lungenveränderungen (Lungenödem, Stauung der Lungengefäße) erkennbar sind. Die Bestimmung des VHS ist somit ein sinnvoller Beitrag zur Herzdiagnostik. Für die meisten Herzerkrankungen bei Hund und Katze ist jedoch die Herzultraschalluntersuchung die sensitivere Untersuchungstechnik, für Herzrhythmusstörungen und Frühformen der dilatativen Kardiomyopathie die EKG-Untersuchung, insbesondere das Langzeit-EKG. Die Kombination aus Herzultraschall und Langzeit-EKG ist bei den dilatativen Kardiomyopathien der „Goldstandard“, es kann demzufolge keine Aussage darüber getroffen werden, ob diese eventuell auch falsch positive oder falsch negative Ergebnisse liefert.